# Волейнио, Катажина
Катажина Волейнио (пол. Katarzyna Wołejnio; род. 19 мая 1973, Ныса, Опольское воеводство, Польша) — польская киноактриса и фотомодель.

## Ранняя жизнь
Катажина Волейнио родилась 19 мая 1973 года Ныса, Опольское воеводство, ПНР. Некоторое время жила в Париже и училась в Сорбонне.

## Карьера
В 2011 году должна была появиться в роли матери Конана в начале фильма «Конан-варвар», однако позже продюсеры сменили исполнителя главной роли, а самой актрисе досталась другая роль — невольницы Валерии.

## Личная жизнь
В 2016-2017 годах её партнёром был польско-голландский продюсер Ринке Руйенс (нидерл. Rinke Rooyens). В 2018 году встречалась с бывшим футболистом Симоном Лоринсером (нем. Simon Lorinser).

## Фильмография
| Год  |   | Русское название  | Оригинальное название | Роль                             |
| ---- | - | ----------------- | --------------------- | -------------------------------- |
| 2003 | ф | Плохие парни 2    | Bad Boys II           | девушка, упаковывающая наркотики |
| 2004 | ф | Арийская пара     | The Aryan Couple      | девушка на ж/д остановке         |
| 2008 | ф | Право на убийство | Righteous Kill        | танцовщица                       |
| 2009 | ф | Улицы крови       | Streets of Blood      | женщина                          |
| 2009 | ф | Опасная гастроль  | Command Performance   | майор Павликова                  |
| 2011 | ф | Механик           | The Mechanic          | Мария                            |
| 2011 | ф | Конан-варвар      | Conan the Barbarian   | Валерия                          |
| 2012 | ф | Ледяной           | The Iceman            | Роми                             |
| 2015 | ф | Уцелевшая         | Survivor              | продавщица                       |